# كورت بورك
كورت بورك (بالإنجليزية: Curt Bourque)‏ هو فارس أمريكي، ولد في 22 أغسطس 1967 في إرث في الولايات المتحدة.